# Raionul Glodeni
Raionul Glodeni este un raion în partea central-vestică a Republicii Moldova. Centrul lui administrativ este orașul Glodeni.

## Demografie

### Statistici vitale
Principalii indicatori demografici, 2013:
- Natalitatea: ▼637 (10,5 la 1000 locuitori)
- Mortalitatea: ▼823 (13,6 la 1000 locuitori)
- Spor natural: -186

### Structura etnică
| Grup etnic | Populație | % Procentaj* |
| ---------- | --------- | ------------ |
| Moldoveni  | 46.646    | 76,5%        |
| Ucraineni  | 11.918    | 19,55%       |
| Ruși       | 1.693     | 2,78%        |
| Țigani     | 303       | 0,50%        |
| Polonezi   | 174       | 0,30%        |
| Găgăuzi    | 44        | 0,07%        |
| Bulgari    | 32        | 0,05%        |
| Alții      | 165       | 0,26%        |

## Administrație și politică
Președintele raionului Glodeni este Oxana Albu, aleasă la 11 decembrie 2023.
Componența Consiliului Raional Glodeni (33 de consilieri), ales la 5 noiembrie 2023, este următoarea:
|  | Partid                                        | Consilieri | Componență | Componență | Componență | Componență | Componență | Componență | Componență | Componență | Componență |
|  | --------------------------------------------- | ---------- | ---------- | ---------- | ---------- | ---------- | ---------- | ---------- | ---------- | ---------- | ---------- |
|  | Partidul Dezvoltării și Consolidării Moldovei | 9          |            |            |            |            |            |            |            |            |            |
|  | Partidul Acțiune și Solidaritate              | 7          |            |            |            |            |            |            |            |            |            |
|  | Partidul Socialiștilor din Republica Moldova  | 6          |            |            |            |            |            |            |            |            |            |
|  | Partidul Nostru                               | 4          |            |            |            |            |            |            |            |            |            |
|  | Partidul Comuniștilor din Republica Moldova   | 1          |            |            |            |            |            |            |            |            |            |

## Diviziuni administrative
Raionul Glodeni are 35 localități: 1 oraș, 18 comune și 16 sate.

## Atracții turistice

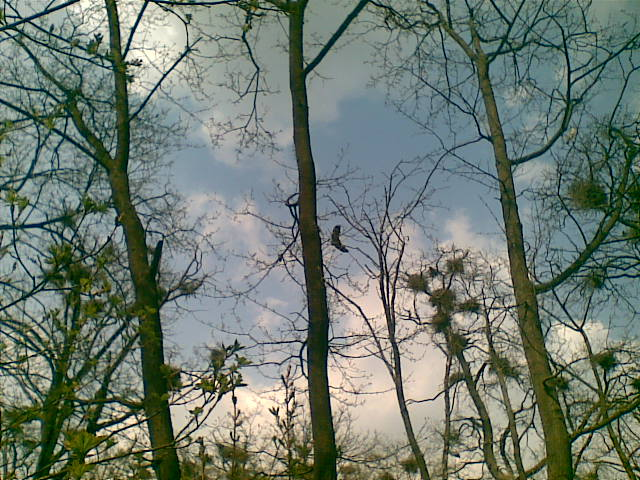
Țara Bâtlanilor în rezervația Pădurea Domnească

În satul Moara Domnească se află rezervația științifică „Pădurea Domnească”, unde au fost aduși câțiva zimbri care au fost dăruiți de Polonia în 2006.

## Personalități
Printre personalitățile născute aici se numără:
- Vasile Coroban, critic literar, doctor în filosofie și scriitor
- Valentina Cojocaru, interpretă de muzică populară
- Igor Klipii, diplomat
- Valentina Naforniță, soprană
- Alex Calancea, bassist
- Colea Rautu, actor